# NGC 3557
NGC 3557 is een elliptisch sterrenstelsel in het sterrenbeeld Centaur. Het hemelobject werd op 21 april 1835 ontdekt door de Britse astronoom John Herschel. Het ligt in de buurt van NGC 3557A en NGC 3557B.

## Synoniemen
- ESO 377-16
- MCG -6-25-5
- AM 1107-371
- PGC 33871